# Teleogryllus triangulifer
Teleogryllus triangulifer är en insektsart som beskrevs av Lucien Chopard 1961. Teleogryllus triangulifer ingår i släktet Teleogryllus och familjen syrsor. Inga underarter finns listade i Catalogue of Life.